# 钟鼎资本
钟鼎资本是中華人民共和國一家投資機構，2010年由辽宁鞍山人严力和梅志明等人在上海创办。钟鼎资本曾投資德邦快递、京东物流、G7、丰巢、货拉拉、满帮、跨越速运等物流行業公司。

## 外部連結
- 官方网站